# Louis Audoubert
Pour les articles homonymes, voir Audoubert.
Pas d'image ? Cliquez ici
Louis Audoubert, né à Cazères (Haute-Garonne) le 24 mars 1935, est un aumônier, pyrénéiste et alpiniste, photographe, cinéaste et conférencier français, l'un des grimpeurs les plus reconnus de sa génération.

## Biographie
Louis Audoubert naît en 1935 à Cazères, au pied de la chaîne des Pyrénées. Il est d'abord cuisinier puis, adoptant une carrière ecclésiastique, séminariste.
Pratiquant l'alpinisme depuis sa jeunesse, Audoubert n'entreprend des ascensions difficiles qu'à partir de la fin des années 1960. De 1968 à 1975, il réussit une trentaine de premières dans les Pyrénées, y compris des premières hivernales. Ses activités, Louis Audoubert les mène de pair avec sa charge d’aumônier du lycée Marcelin Berthelot à Toulouse, pour lequel il organise des camps de montagne.
En plus de cinquante ans, il parcourt la plupart des grands massifs montagneux du monde et réalise un grand nombre de premières, notamment des grandes traversées d'arêtes dans le massif du Mont-Blanc, l'Oisans, l'Himalaya, et bien sûr les Pyrénées auxquelles il revient toujours. Organisateur de trekkings et de grandes randonnées, il ajoute à ses connaissances techniques un goût prononcé pour la gastronomie, en adéquation avec les milieux qu'il explore et fait découvrir aux autres. Il publie régulièrement des ouvrages sur la montagne, illustrés par ses photographies, et réalise des films sur ses expéditions. En effet, même dans les courses les plus ardues, Audoubert se munit régulièrement d'une caméra et rapporte des documents sur l'alpinisme de haute difficulté.
Au fil des années il devient un conférencier réputé et une figure emblématique du pyrénéisme contemporain.
L'alpiniste Marc Batard dit de lui qu'il est « sans peur » et peut-être « inconscient ».

## Ascensions
- 1969 - Première ascension de l'éperon sud-est du Kishmi Khan dans l'Hindou Kouch afghan, en cinq jours, avec Albert Pradal[5].
- 1970 - Première ascension française de l'arête intégrale de Peuterey (massif du Mont-Blanc) avec Marc Galy
- 1970 - Première ascension en solitaire de l'arête du Brouillard (massif du Mont-Blanc)
- 1971 - Première ascension française du Nowshak en Afghanistan
- 1974 - Traversée en solitaire du Nowshak au Gumbaz-e-Safed (6 800 m)
- 1972 - Arête nord-est du Huascarán au Pérou
- 1972 - Première ascension hivernale de l'arête intégrale de Peuterey (massif du Mont-Blanc) avec Michel Feuillarade, Marc Galy, Yannick Seigneur, Arturo Squinobal et Oreste Squinobal
- 1973 - Traversée de l'aiguille Verte, de l'arête des Flammes de Pierre (face ouest des Drus) aux Droites avec Jean-Jacques Lainez et Francis Thomas
- 1974 - Première ascension de la directe de l'Amitié à la pointe Whymper (4 184 m, face nord des Grandes Jorasses) avec Michel Feuillarade, Marc Galy et Yannick Seigneur. Cette ascension hivernale nécessita seize jours d'escalade
- 1975 - Deuxième ascension du couloir nord de la brèche des Drus avec Thierry Leroy et Jean-Jacques Lainez
- 1976 - Première ascension hivernale du Pic Sans Nom dans l'Oisans avec Marc Galy, Thierry Leroy et Jean-Jacques Ricouard
- 1977 - Arête est du Salcantay au Pérou

## Hommage
Le dièdre Audoubert dans le massif du Montrebei, dans les Pyrénées espagnoles, est nommé en son honneur,.